# Спишски-Штврток

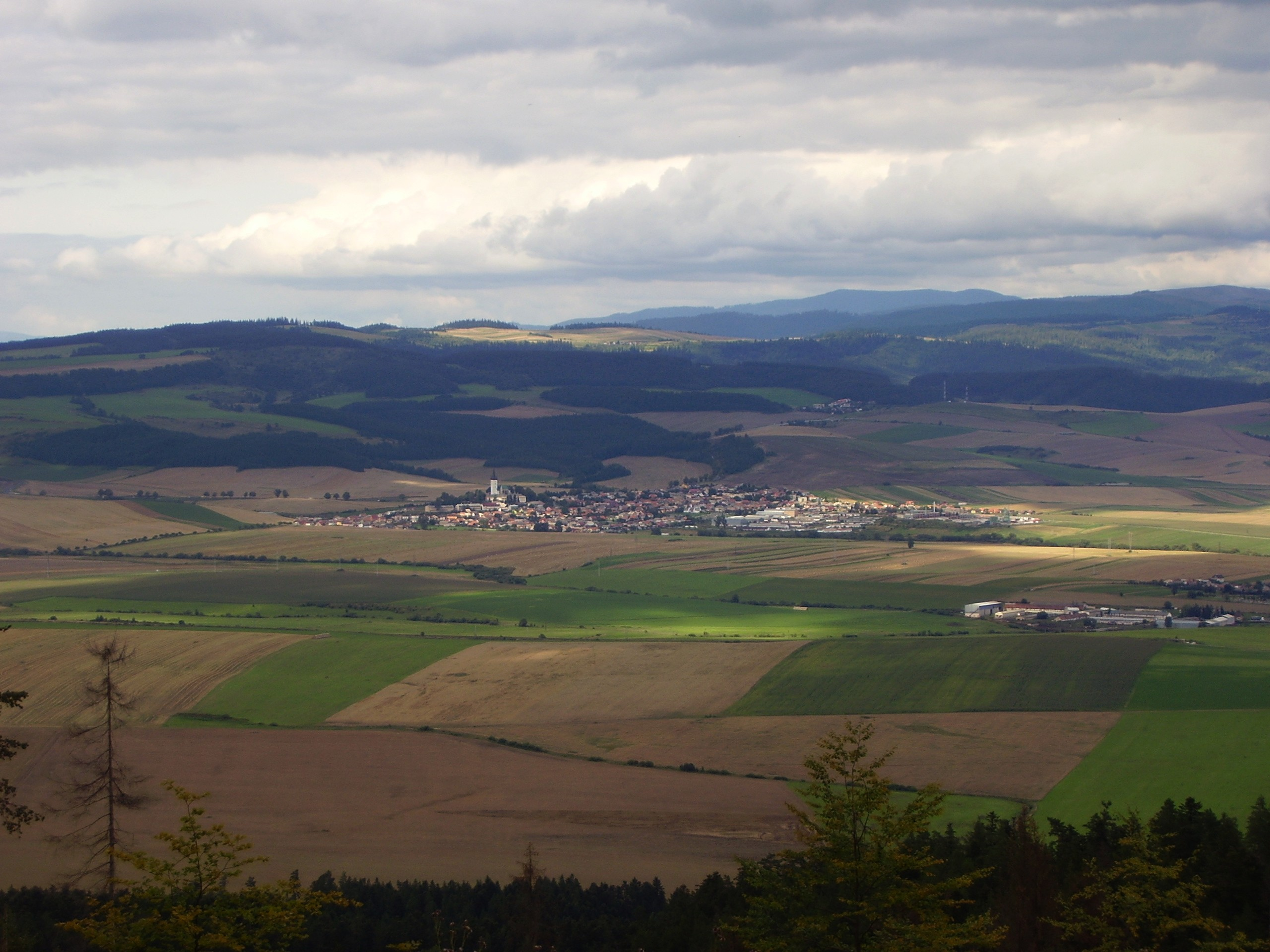
Общий вид деревни

Спишски-Штврток (словац. Spišský Štvrtok, нем. Donnersmark, Чютёртёкхей, венг. Csütörtökhely, до 1902 — Csötörtökhely) — деревня в северо-восточной Словакии (историческая область Спиш), в районе Левоча Прешовского края.
Расположена в северо-западной части Горнадской котловины на юго-западной окраине Левочских Врхов, в долине реки Штврток. Поблизости находится национальный парк Словацкий Рай.
Впервые упоминается в 1263 году.

## Население
| Год:                | 1994 | 2004    | 2014    | 2024    |
| ------------------- | ---- | ------- | ------- | ------- |
| Количество человек: | 2224 | 2339    | 2453    | 2612    |
| Разница:            |      | +5,17 % | +4,87 % | +6,48 % |

Население 2441 человек (2011).
Национальный состав населения (по данным переписи населения 2001 г.):
- словаки — 87,68 %,
- цыгане — 6,12 %,
- чехи — 0,26 %,
- поляки — 0,09 %.

## История
Деревня имеет богатую историю. Первое письменное упоминание относится 1263 году, хотя археологические раскопки указывают на X век. Окружающая территория была заселена ещё в доисторические времена. Здесь найдены следы человека эпохи бронзы и железа — гальштатская культура. Огромное значение имело открытие доисторического города, одного из старейших в Центральной Европе, расположенного на Мышиной горке, который был укреплен и в котором кипела жизнь около 3500 лет назад.
Возникла на перекрестке древних дорог, примерно на полпути между Попрадом и Спишска-Нова-Вес.
Из Спишски-Штвртка происходит род Хенкелей, семейства, известного с рубежа XIV века. В 1417 году император Сигизмунд Люксембург пожаловал дворянский герб Петеру, Якобу и Николасу Хенкелям. В 1607 году тогдашний глава рода Лазарус Хенкель получил титул барона Хенкеля фон Доннерсмарка — по немецкому названию деревни. Позднее Хенкели из Доннерсмарка получили и графский титул, со временем став одной их богатейших фамилий Пруссии. Один из представителей этой семьи — режиссер Флориан Хенкель фон Доннерсмарк, лауреат премии «Оскар».

## Достопримечательности
- готический римско-католический костел XIII века, перестроен в 1693 и 1747 году в стиле барокко, в 1473 году к южной стене пристроена готическая часовня Запольских,
- здание монастыря ордена Конвентуальных францисканцев 1668 года в стиле раннего барокко, позже реставрированный.

## Персоналии
- Дзуринда, Микулаш (род. 1955) — словацкий политик, премьер-министр Словакии (1998—2006), и. о. президента Словакии (1998—1999).